# Jan Bártů
Jan Bártů (n. 16 ianuarie 1955, Praga, Cehoslovacia) este un sportiv ce a reprezentat Cehoslovacia, medaliat olimpic. A participat la două ediții ale Jocurilor Olimpice (1976, 1980) în care a câștigat o medalie de bronz.